# Люди за етичне ставлення до тварин
«Лю́ди за ети́чне ста́влення до твари́н», PETA (англ. People for the Ethical Treatment of Animals) — організація, що веде боротьбу за права тварин. В основі зоозахисних принципів організації лежить переконання, що тварини мають права і заслуговують того, щоб їх основні інтереси були враховані, незалежно від того, чи приносять вони користь людям. На переконання прихильників організації, тварини здатні страждати та прагнуть самостійно вести власне життя. Тобто, організація вважає, що люди не мають права використовувати тварин для їжі, одягу, розваг, дослідів і будь-яких інших цілей.
PETA заснована Алексом Пачеко та Інгрід Ньюкірк в 1980 році як організація некомерційного характеру. Головний офіс організації знаходиться в Норфолк, штат Вірджинія, США. Інші представництва є у Великій Британії, Індії, Німеччині, Азії та Нідерландах.
За даними газети «Washington Post», число прихильників організації становить 2,000,000. PETA налічує 300 співробітників по всьому світу.

## Знамениті прихильникиPETA
| - Алісія Сільверстоун - Алісса Мілано - Вінус Вільямс - Беатрис Артур - Гейден Панеттьєр - Даян Кітон - Джосс Стоун - Домінік Суейн - Енн Гетевей - Ешлі Джад - Елайза Душку - Емілі Дешанель - Керрі Андервуд - Келлі Піклер - Крістен Белл - Крістіна Епплґейт - Леона Льюїс - Ліа Мішель - Мішель Пфайфер - Наталі Портман - Олівія Вайлд - Памела Андерсон - Руні Мара - Шанайя Твейн | - Алек Болдвін - Бен Стіллер - Білл Клінтон - Браян Адамс - Джонні Галекі - Джаред Лето - Жорж Ларак - Карл Льюїс - Кейсі Аффлек - Майкл Кларк Дункан - Майк Тайсон - Мобі - Морріссі - Мос Деф - Пол Маккартні - Рассел Бренд - Том Йорк - Тобі Магуайр - Тревіс Баркер - Філ Коллен - Хоакін Фенікс |